# 曹寅 (東漢)
曹寅（？—？），东汉末年官员，担任武陵郡太守。

## 生平
东汉末年，曹寅与时任荆州刺史王叡不相容，王叡在參與讨伐董卓時扬言当先杀曹寅。曹寅害怕，假传光禄大夫温毅檄文给长沙郡太守孙坚，说王叡罪过，孙坚起兵逼死王叡。刘表入主荆州，平定荆州，曹寅弃官而去，后不见记载。